# Weinbau auf Korsika

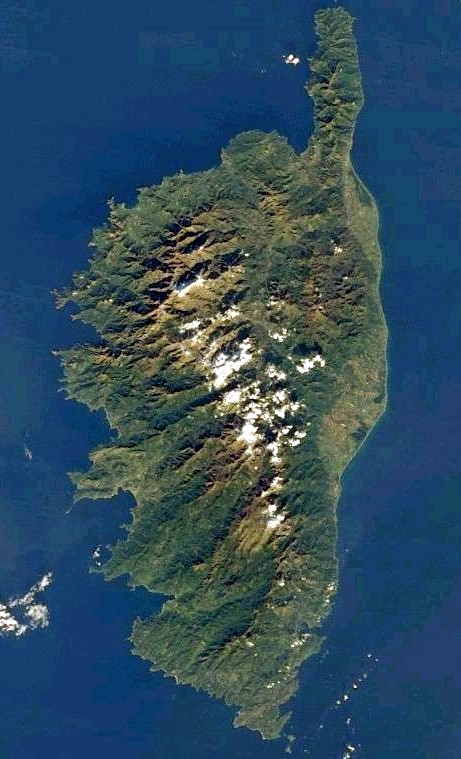
NASA-Satellitenbild von Korsika

Der Weinbau auf Korsika geht auf Wurzeln aus dem Altertum Korsikas zurück, als nach verschiedenen anderen Völkern die Römer die Insel besiedelten. Die erste intensivere Förderung des Weinbaus ist allerdings erst auf die Herrschaft der Genueser im Mittelalter zurückzuführen, die den Wein vor allem aus wirtschaftlichen Interessen per Gesetz anbauen ließen. Korsika bietet für den Anbau sehr gute geologische und klimatische Voraussetzungen, die man sich zunutze machte. Heute gehören korsische Weine innerhalb der französischen Weine zu den beliebten Exoten, da auf der Insel Trauben wachsen, die in Frankreich sonst nicht oder nur selten angepflanzt werden. International ist der Ruf des korsischen Weines allerdings nicht sehr gut, da vor allem billige Landweine aus den östlichen Monokulturen das Bild prägen. Der Hauptteil des Weines wird von den Einheimischen und den Touristen auf Korsika selbst getrunken.

## Geographie
Korsika ist eine Insel im Mittelmeer, vor der Westküste Italiens und wird dabei im Norden vom Ligurischen Meer, im Osten und Süden vom Tyrrhenischen Meer und im Westen vom Westlichen Mittelmeer begrenzt. Die Entfernung nach Frankreich (Nizza) beträgt 180 Kilometer, das italienische Festland dagegen ist nur 83 Kilometer entfernt (Livorno), die italienische Insel Sardinien an der Straße von Bonifacio im Süden sogar nur 12 Kilometer. Von Norden (Cap Corse) bis Süden (Capo Pertusato) misst die Insel 183, von Osten (Alistro) nach Westen (Capo Rosso) 83 Kilometer. Die Fläche beträgt ca. 8682 Quadratkilometer. Aufgrund der zahlreichen Buchten hat Korsika eine über 1000 Kilometer lange Küste. Ein Drittel davon ist Strand, der Rest Felsküste. Zu großen Teilen besteht die Insel aus Hochgebirge, lediglich die Ostküste besitzt einen maximal zehn Kilometer breiten ebenen Streifen. Die Insel ist sehr gebirgig. Etwa 86 Prozent der Insel sind Bergland und nur 14 Prozent Küstentiefland. Korsika hat eine durchschnittliche Höhe von 568 Metern.
Der Weinanbau findet dabei in den Tälern und Ebenen der küstennahen Gebiete rund um die Insel statt, der Zentralbereich ist in weiten Teilen zu gebirgig für den Weinanbau. Die maximale Höhe des Weinanbaus liegt bei etwa 300 m ü. NN.
Die Böden Korsikas lassen sich in fünf Haupttypen einteilen. So findet sich im Westen der Insel Granitboden, im Norden Schiefer, am Cap Corse Kalkstein und in Patrimonio Tonerde sowie im Bereich der Ostküste und in der Region zwischen Bastia und Sari-Solenzara sandiger Mergel und Schlammboden.

## Klima

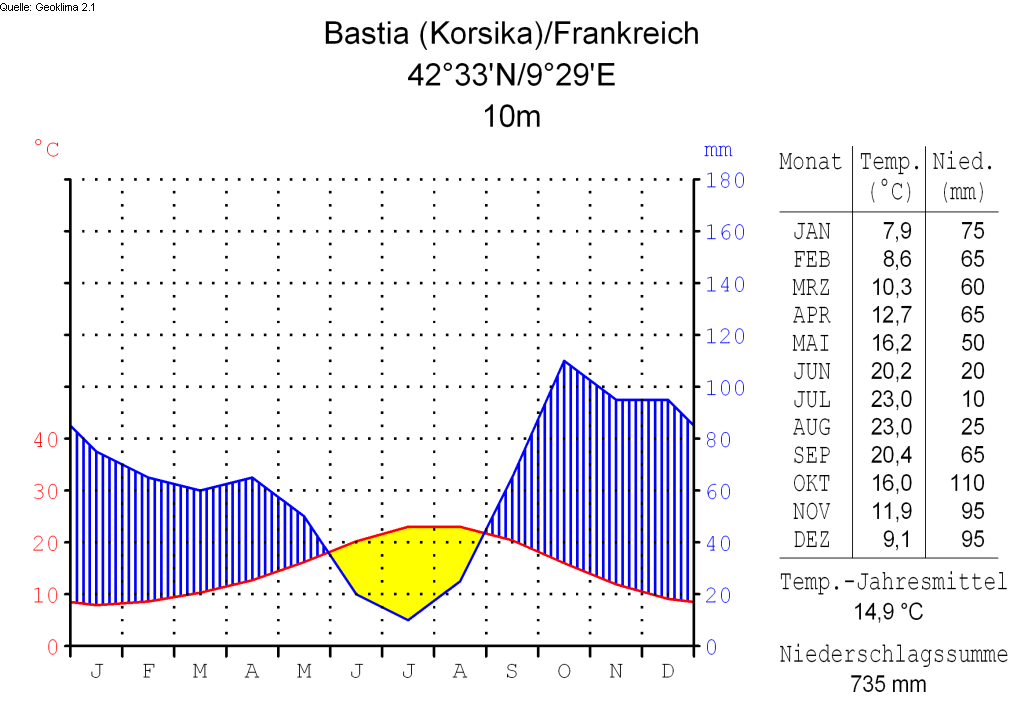
Klimadiagramm für Bastia

Auf Korsika herrscht ein typisches Mittelmeerklima: heiße, trockene Sommer und milde, feuchte Winter. Dabei wirkt im Winter das Mittelmeer als Wärmespeicher. Aufgrund der hohen Berge und starker Winde gibt es auf Korsika allerdings einige Abweichungen sowie starke regionale Unterschiede.
Die Niederschlagsmenge ist abhängig von der Höhe. Bis auf 2000 Meter Höhe ist der Niederschlag etwa viermal so stark wie an der Küste. Im Sommer sind die Küstenregionen besonders trocken; sommerliche Gewittergüsse lassen die Flüsse nur kurz anschwellen. Korsika hat mit ca. 2750 Stunden mehr Sonnenschein als das französische Festland. An den Küsten schwankt die Temperatur zwischen 5 °C im Winter und bis über 30 °C im Sommer. Frost gibt es an den Küsten selten. Im Gebirge gibt es in den höheren Regionen im Winter auch Schneefall und geschlossene Schneedecken. Auch im Sommer ist auf den hohen Bergen noch oft Schnee zu sehen. Starke Winde an den Hängen und in den Tälern verhindern eine zu starke Ausbreitung von Weinkrankheiten, die über Sporen übertragen werden.
Unterschiede der Bodenbeschaffenheit und klimatische Varianzen führen entsprechend zu sehr unterschiedlichen Wachstums- und Reifungsbedingungen für die Rebstöcke und die Trauben.

## Geschichte des korsischen Weinbaus
Obwohl der Anbau von Weinreben und die Produktion von Weinen schon zu Zeiten der griechischen Besiedlung Korsikas im 6. Jahrhundert vor Christus ihre frühesten Wurzeln haben und durch römische Legionen ab dem Jahr 94 vor Christus ihren Fortgang fanden, wurden sie erst im Mittelalter mit der Regierung durch Genua nennenswert gefördert.

### Der Weinbau unter genuesischer Herrschaft
Der historische Weinbau auf Korsika wurde durch die Genueser maßgeblich beeinflusst, die ab dem Jahr 1347 Besitzer der Insel waren, nachdem sie sie dem Erzbischof von Pisa hatten abnehmen können. Genua herrschte (mit Unterbrechungen) 400 Jahre über die Insel, bis heute sind aus dieser Zeit viele Gebäude und andere Spuren zu finden. Im Jahr 1572 gab es einen Erlass der genuesischen Regierung, nach dem alle Familien Korsikas verpflichtet waren, jeweils vier Rebstöcke anzupflanzen. Am 20. Dezember 1658 erging ein erneuter Erlass, der jeden Korsen verpflichtete, einen Obst- oder Olivenbaum oder alternativ 20 Rebstöcke anzupflanzen. Der Export der Trauben und des Weines war allerdings nur in die Republik Genua gestattet.
Entsprechend diesen Anordnungen wurden italienische Trauben auf die Insel gebracht. Weinbau war in den folgenden Jahrhunderten einer der wichtigsten Wirtschaftszweige der Insel. Ab 1729 verlor Genua die Macht über die Insel durch den erbitterten Unabhängigkeitskampf der Korsen; 1769 kam sie jedoch unter die Herrschaft der Franzosen, die sie 1789 endgültig annektierten.

### Der Weinbau bis in das 20. Jahrhundert

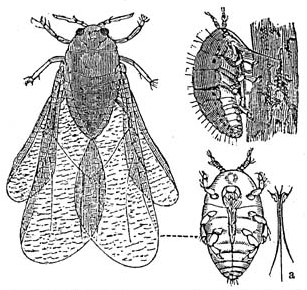
Reblaus (Daktulosphaira vitifoliae)

Nachdem Frankreich die Herrschaft über Korsika übernommen hatte, wurde der Weinanbau erneut intensiviert. Die Anbaufläche nahm von 1789 bis 1800 von etwa 8000 auf über 12.000 Hektar zu, bis 1870 waren etwa 15.000 Hektar mit Rebstöcken bepflanzt, und ungefähr zwei Drittel der Bevölkerung lebte vom Weinbau. Im Jahr 1873 stellte eine Untersuchung fest, dass der Weinbau auf Korsika die Haupteinnahmequelle von sogar 75 % aller Korsen war. Ironie des Schicksals: im selben Jahr erschien erstmals die Reblaus (Daktulosphaira vitifoliae) auf der Insel. Binnen kürzester Zeit waren alle Rebstöcke befallen und vernichtet, demzufolge brach die Wirtschaft der Insel zusammen. In der Folge wanderten viele Korsen aus. Danach forderten der Erste Weltkrieg 1914 bis 1918 und der Zweite Weltkrieg 1939 bis 1945 viele Opfer unter der Bevölkerung. Die Entwicklung des Weinbaus ging während dieser Zeit bis in die 1960er Jahre massiv zurück, die Rebfläche wurde bis 1960 auf etwa 5000 Hektar reduziert, und der Weinertrag reichte nicht einmal aus, um die Hälfte des Eigenbedarfs der Bevölkerung zu sichern.

### Moderner Weinbau nach 1960
Der moderne Weinbau auf Korsika wurde von ca. 18.000 Zuwanderern und Flüchtlingen aus dem Algerienkrieg begründet, den pieds-noirs, wobei die korsische Bevölkerung bei der Landvergabe der zuvor fruchtbar gemachten Ostküste massiv benachteiligt wurde. Innerhalb kürzester Zeit wurde vor allem die östliche Ebene zwischen den Orten Cervione und Ghisonaccia aufgebaut. Mit Hilfe der Regierung wurden dort erneut große Weinanbauflächen angelegt. Diese Ebene lag bis dahin brach, da sie immer wieder von der Malaria heimgesucht wurde. Innerhalb weniger Jahre wurden fast 20.000 Hektar Rebfläche angelegt. Die dafür notwendigen Investitionen wurden von der Organisation Somivac (Société de mise en valeur de la Corse) unterstützt. Bis in die frühen 1970er Jahre nahm die gesamte Rebfläche Korsikas von etwa 9000 im Jahr 1953 auf über 32.000 Hektar im Jahr 1973 zu. Der Wein wurde erneut zu einem der wichtigsten Wirtschaftsfaktoren Korsikas. Dabei kam es allerdings auch zu regelmäßigen Skandalen: Da die pieds noirs in Algerien hauptsächlich tiefdunkle, alkoholreiche Rotweine erzeugten, die auf dem französischen Festland zum Verschnitt mit Weinen genutzt wurden, denen es an Farbe und Alkohol mangelte, wollten sie diesen lukrativen Markt weiter bedienen. Auf Korsika konnte man diese Art der Weine jedoch nur durch Chaptalisation, also durch Beimischung von Zucker erzeugen. Dies hatte zur Folge, dass der korsische Import von Zucker von 300 Tonnen im Jahr 1961 auf 12.500 Tonnen im Jahr 1970 und schließlich 22.000 Tonnen im Jahr 1971 stieg. Diese Tatsache ist umso erstaunlicher, als die Beimischung von Zucker in den Most schon ab der Ernte 1969 untersagt war. Tatsächlich wurde durch diese illegale Praxis ein Reingewinn von 24 Millionen französischen Francs erzielt. Dieser Gewinn kam insbesondere den Zuwanderern zugute.
Unzufriedene Einheimische um Edmond Simeoni formierten die Vereinigung Azzione per a Rinascità di a Corsica, Action pour la renaissance de la Corse (ARC), eine Vorgängerorganisation des Frontu di Liberazione Naziunalista Corsu (kurz FLNC). Am 21. August 1975 kam es zu einem Aufstand in der Nähe eines Weingutes bei Ghisonaccia an der Ostküste. Mit Jagdgewehren bewaffnete Einheimische des ARC besetzten den Weinkeller des mehrfach in Unregelmäßigkeiten verwickelten Winzers Henri Depeille und stellten dort massive Weinpanschereien mit Zucker fest. Im weiteren Verlauf der Auseinandersetzungen wurde das Weingut von der Polizei mit Waffengewalt geräumt, wobei zwei Polizisten getötet und ein Besetzer verletzt wurde. Jedoch war durch die aktuelle Berichterstattung über die Panschereien der gute Ruf des korsischen Weines bereits verdorben. Bis heute gilt die Mehrzahl der korsischen Weine vor allem als Mengenwein, der häufig ins Languedoc verschifft wird, um den dortigen Zechweinen zugesetzt zu werden.
In der Folge der Skandaljahre nahm die Weinproduktion in fast demselben Umfang wieder ab, wie sie vorher zugenommen hatte. Von den 32.000 Hektar gab es 1987 nur noch etwa 10.900, 1997 wurde Weinbau auf 8.500 Hektar betrieben. Heute beträgt die bestockte Rebfläche auf Korsika nur noch 5.800 Hektar. Die Anzahl der Weinproduzenten fiel dabei von 1808 im Jahr 1976 auf 724 im Jahr 1987. Die Ernte 2002 wurde von nur noch 377 Winzern deklariert. Die Gesamtproduktion fiel dabei von 2,2 Millionen auf etwa 430.000 Hektoliter 1989. Im Jahr 2002 belief sich die Ernte auf 356.000 Hektoliter.

### Entwicklung zu mehr Qualität
Als Gegenbewegung dieser Quantitätsproduktion begannen in den späten 1960er und frühen 1970er Jahren eine Reihe von Weinbauern, die Qualität des Weines wieder in den Vordergrund zu rücken. Sie wurden zu Selbstabfüllern und setzten auf gute Traubenqualitäten. 1968 wurde das erste französische Herkunftssiegel AOC (Appellation d’Origine Contrôlée) an eine korsische Weinregion, das Patrimonio, vergeben. 1976 erfolgte eine genaue Definition über die Vergabe der Appellation Vin de Corse.
In der Folge wurden die inzwischen eingeführten französischen Trauben wieder reduziert und großflächig durch die traditionellen einheimischen Sorten ersetzt. Acht weitere Regionen wurden mit dem AOC-Siegel ausgezeichnet, von den in den frühen 1980er Jahren vorhandenen 16.400 Hektar Rebfläche hatten etwa 3700 Anspruch auf das Siegel, bis 1989 reduzierte sich diese Fläche auf etwa 2500 und stellte etwa ein Drittel der Gesamtfläche dar.
Da der korsische Wein jedoch auch weiterhin weitestgehend unbekannt blieb und in den Regionen, die abseits der Touristenzentren liegen, kein wirtschaftlicher Anbau möglich war, wurde 1978 eine Interessengruppe der Selbstabfüller aus den AOC-Regionen mit dem Namen Uvacorse gegründet, die auf verschiedenen Wegen das Interesse an korsischen Weinen beleben sollte. Die Organisation druckte Werbematerialien, schuf eine korsische Weinstraße, organisierte Veranstaltungen und entwarf eine eigene Weinflasche für die Abfüller. Letztere trägt bis heute am Flaschenhals das historische Wappen Korsikas. Die Bemühungen hatten allerdings nur teilweise Erfolg: Bis heute ist der korsische Wein außerhalb Korsikas weitgehend unbekannt, andererseits sind korsische Weine speziell in Frankreich bei Weinspezialisten aufgrund ihrer Eigenschaften sehr beliebt.

## Rebsorten
Klassische und somit repräsentative Rebsorten Korsikas sind vor allem die italienischstämmigen Carcajolo Noir, Sciaccarello und Niellucciu (so heißt der Sangiovese auf Korsika) für die roten Weine sowie Genovèse und Vermentinu für den Weißwein. Hinzu kommen Alicante Bouschet, Aleatico, Barbarossa, Cinsaut, Carignan, Grenache, Ugni Blanc und Syrah, die mit der französischen Herrschaft eingeführt wurden. Vor allem in den letzten Jahrzehnten wurde dieses Angebot durch Cabernet Sauvignon, Chardonnay, Merlot, Mourvèdre, sowie Pinot Noir und in ganz bescheidenem Maß durch die aromatische Sorte Viognier ergänzt.
Im Rahmen der Qualitätspolitik im Weinbau sind die roten Sorten Aubun, Aramon, Calitor Noir, Tibouren und Gamay sowie die weißen Carignan Blanc, Biancone, Biancu Gentile, Gutedel, Riminese, Clairette Blanche, Macabeo, Paga Debiti und Carcajolo Blanc praktisch verschwunden. Gleiches gilt für zahlreiche Hybridreben, die seit 1958 in großem Stil gerodet wurden, da sie europaweit für den Anbau von Qualitätswein verboten wurden.
Die früher bekannte Sorte Montanaccio hat sich letztendlich als Klon der bekannten Sorte Sciacarello erwiesen und wurde von den Statistiken entsprechend neu eingeordnet.

## Weinbau und Weinbereitung
Der Großteil des korsischen Weines wird von Winzergenossenschaften angebaut und verarbeitet, daneben existieren regional jedoch auch Einzelabfüller. Der Weinbau erfolgte auf Korsika traditionell mit freistehenden Reben (Gobelet-Erziehung), wurde durch die zunehmende Mechanisierung der Beerenlese jedoch in der Neuzeit mehr und mehr durch eine durch Spaliere und Drahtrahmen gerichtete Erziehung abgelöst (Guyot-Erziehung).
Mit Hilfe von EU-Fördermitteln wurden sowohl von den Genossenschaften als auch von den Selbstabfüllern moderne Kühl- und Abfüllanlagen für die Weinbereitung angeschafft. Die Weißweine werden heute bei 18 bis 20 °C vergoren. Über das Saignée-Verfahren, bei dem noch vor der Gärung aus der Maische des Rotweins etwa 15 % abgestochen werden, entstehen Roséweine, die noch kälter als die Weißweine vergoren werden. Der Rotwein gärt bei bis zu 30 °C, und anschließend wird eine malolaktische Säureumwandlung angestrebt. Die Gärung erfolgt dabei bis heute nur selten in Eichenfässern, trotz sehr guter Erfolge einzelner Winzer mit Vermentino-, Sciacarello- und Nielluccioweinen.

## Krankheiten und Parasiten
Nachdem das Reblausproblem auf Korsika gelöst ist, gibt es nur noch wenige Krankheiten, die die Weinberge befallen. Die größten Probleme bereiten heute Pilze, wie der Falsche Mehltau, der Echte Mehltau sowie die Vergilbungskrankheit Flavenscence dorée, eine durch Zikaden übertragene Viruserkrankung. Dabei leben die Zikaden selbst nicht an den Reben, sondern in den krautigen Pflanzen zwischen den Stöcken, vor allem der Ackerwinde.

## Weinbauregionen

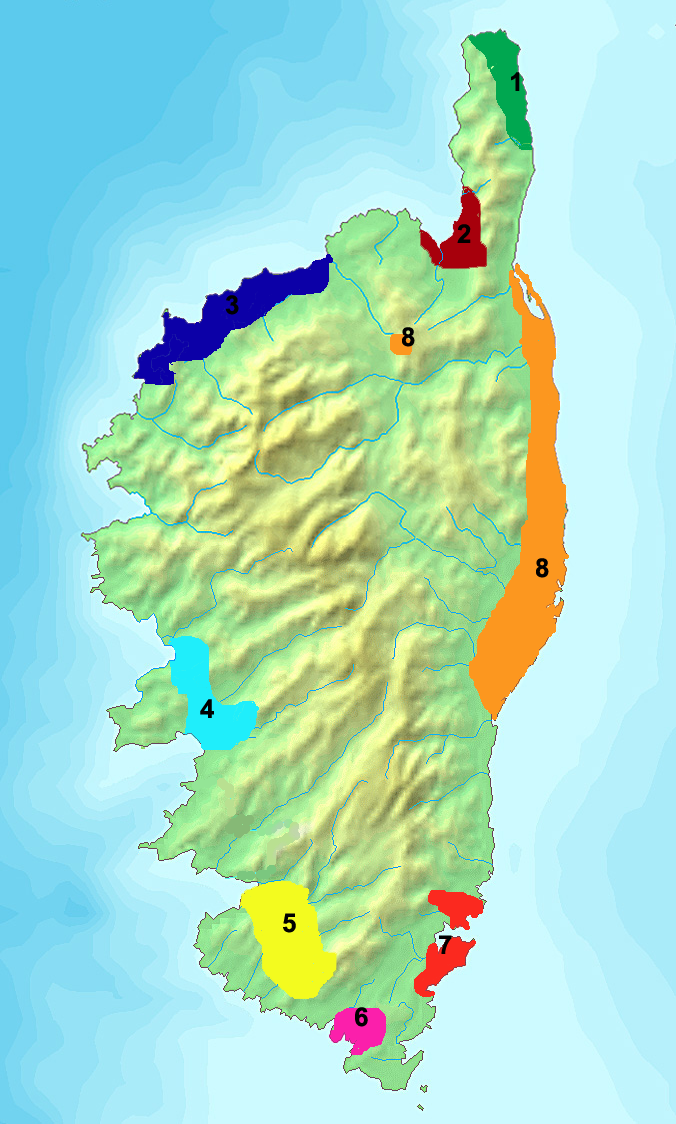
AOC-Regionen auf Korsika: (1) Cap Corse, (2) Patrimonio, (3) Balagne, (4) Ajaccio, (5) Sartène, (6) Figari, (7) Porto-Vecchio, (8) Côte orientale

Seit 1972 wird der korsische Wein offiziell mit der Bezeichnung Vin de Corse als Marke ausgezeichnet und gilt als französischer Qualitätswein. Insgesamt tragen neun Weinbauregionen das französische Herkunftssiegel AOC (Appellation d’Origine Contrôlée).
Diese Regionen sind:
- Côte orientale – AOC Vin de Corse: die Ostküste zwischen Bastia und Solenzara. Hauptrebsorten: Niellucciu und Vermentinu
- Cap Corse – AOC Coteaux du Cap Corse: die schroffe Felshalbinsel nördlich von Bastia, Hauptrebsorten: Niellucciu, Grenache, Malvoisie, Vermentinu, Muscatellu
- Cap Corse – AOC Muscat du Cap Corse: ebenfalls auf dem Cap Corse, Hauptrebsorte: Muscat Blanc á Petite Grains
- Patrimonio – AOC Patrimonio: Gegend zwischen Cap Corse und der Désert des Agriates, schiefrige Sand- und Tonböden, Hauptrebsorten: Nielluciu, Grenache, Vermentinu
- Balagne – AOC Calvi Balagne: zwischen Calvi und der Désert des Agriates, sandige Tonböden, Hauptrebsorten: Syrah, Sciaccarellu, Vermentinu, Ugni Blanc
- Ajaccio – AOC Coteaux d’Ajaccio: Westküste nördlich von Sartène bis Ajaccio, Hauptrebsorten: Sciaccarellu, Grenache, Verentinu
- Sartène – AOC Sartène: um Sartène im Südwesten von Korsika, ton- und kieselhaltige Böden, Hauptrebsorten: Niellucciu, Sciaccarellu, Barbarossa, Cinsault, Vermentinu
- Figari – AOC Figari-Pianottoli: Südspitze Korsikas, Hauptrebsorten: Carcajolo, Barbarossa, Sciaccarellu, Malvoisie de Corse
- Porto-Vecchio – AOC Porto-Vecchio: Gegend um Porto-Vecchio, Granitböden, Hauptrebsorten: Niellucciu, Sciaccarellu, Malvoisie de Corse.

Für die AOC-Bezeichnung gelten strenge Auflagen hinsichtlich Traubenauswahl und Verarbeitung. So müssen bei roten Weinen mit der Bezeichnung Vin de Corse vor allem die Trauben Nielluccio und Sciacarello zu mindestens einem Drittel enthalten sein, gemeinsam mit Grenache noir müssen die Sorten die Hälfte des enthaltenen Weines ausmachen. Der Anteil weiterer Sorten darf entsprechend ebenfalls nur maximal 50 Prozent sein, Carignan und Vermentino dürfen dabei 20 Prozent des Anteils nicht überschreiten. Weißer Vin de Corse muss dagegen mindestens 75 Prozent Vermentino enthalten, regional im Bereich des AOC Coteaux d’Ajaccio sogar mindestens 80 Prozent, als zweite Traube ist nur Ugni blanc und regional auf Cap du Corse noch Codivatra erlaubt. Für die Verarbeitung gelten regionale Übereinkünfte, vor allem die Handlese ist dabei vorgeschrieben.

### Côte orientale

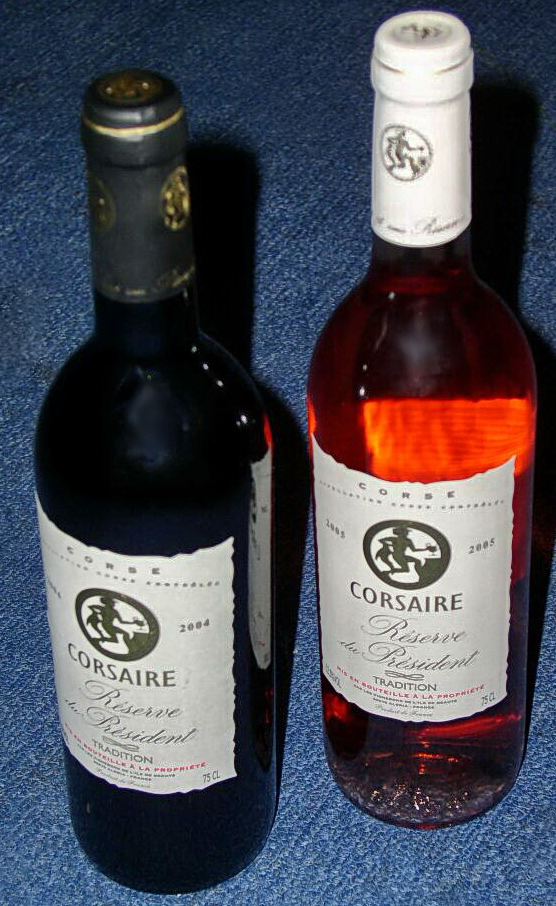
Réserve du Président, rot und rosé

Die Côte orientale ist neben der Balagne das größte Weinanbaugebiet Korsikas. Es umfasst die gesamte Ostküste der Insel zwischen Bastia und Solenzara, außerdem wird auch das Gebiet Golo um Ponte-Leccia im Norden Zentralkorsikas dieser Region zugeordnet. Die Weinfelder liegen hier in der östlichen Ebene der Insel. Die wichtigsten Sorten sind Niellucciu und Vermentinu, obwohl hier beinahe alle Rebsorten zu finden sind. 
Die Qualitätsweine dieser Region werden als Vin de corse (AOC) bezeichnet. Es werden derzeit (Stand: 2015) auf 1.456 Hektar Rebfläche rund 65.000 Hektoliter AOC-Wein erzeugt, darunter 36 % Rotwein, 57 % Rosé und 8 % Weißwein. Seit 2009 wurde die IGP (Indication géographique protégée) Bezeichnung "Île-de-beauté (IGP)" für die zuvor als Vin de Pays (Landwein) bezeichneten Weine eingeführt. Im Gebiet werden auf insgesamt 3.150 Rebfläche gegenwärtig etwa 200.000 bis 227.000 Hektoliter IGP-Wein erzeugt. Davon 35 % Rotweine, 46 % Roséweine und 19 % Weißweine.
Zu den auch im Ausland bekanntesten Marken dieser Region gehört der Réserve du Président, der als Rot-, Rosé- und Weißwein produziert wird. Dieser Wein entstammt einer Weingenossenschaft, die eine Fläche von 1600 ha im Gebiet um Aléria bebaut – 40 Prozent des hier erzeugten Weines werden als AOC, die restlichen 60 Prozent als IGP verkauft. Weitere bekannte Weine der Region sind der Château de Pianiccia aus Tallone, der Corsigliese aus Les Vignerons de Prezza-Village, der Domaine Vico aus Ponte-Leccia und der umanu aus Borgo. 

### Cap Corse
Das Cap Corse umfasst die schroffe Halbinsel nördlich von Bastia, wobei sich das Weinanbaugebiet auf die nördlichste Spitze desselben beschränkt. Dieses Gebiet war vor allem in historischer Zeit ein sehr großes Weingebiet mit etwa 1.500 ha Weinflächen. Diese Fläche wurde auf nur wenige Hektar reduziert (Angabe aus 1983: 30 ha). Hier werden vor allem trockene und liebliche Weißweine produziert, die Trauben entstammen den Sorten Niellucciu, Grenache, Malvoisie, Vermentinu und Muscatellu.
Der hier produzierte Clos Nicrosi gilt als der beste Wein Korsikas. Es handelt sich um einen trockenen Weißwein, der auf einer Fläche von nur sechs Hektar von Toussaint Luigi nahe dem Dorf Rogliano angebaut wird.

### Muscat du Cap Corse
Für die Muskatweine des Cap Corse wurde 1993 ein eigenes AOC-Siegel vergeben, das Muscat du Cap Corse. Damit werden Weine der Region gekennzeichnet, die aus Trauben gekeltert sind, die nach der Lese in Holzkisten lagernd getrocknet werden, um den Zuckergehalt zu steigern: Ein Verfahren, das der Herstellung des Vin Santo ähnlich ist.
Aus demselben Haus wie der Clos Nicrosi stammt auch der Muscatellu.

### Patrimonio
Das älteste AOC-Gebiet ist Patrimonio unterhalb der Halbinsel Cap Corse. Die Anbauflächen beschränken sich in diesem Gebiet auf etwa 450 ha. Trotz des frühen AOC-Siegels wurde hier erst 1976 begonnen, die Weine selbst abzufüllen. Bekannt war die Region für ihre Rosé-Weine, die daraus resultierten, dass auf den Weinbergen im Regelfall rote und weiße Trauben nebeneinander (im so genannten Mischsatz) auf den Feldern wachsen und gemeinsam geerntet wurden. Nach der Gesetzgebung für die Herkunftsbezeichnung musste diese Praxis aufgegeben werden. In den Folgejahren wurden vor allem weiße Weine produziert, die qualitativ allerdings nicht überzeugen konnten. Heute liegt der Schwerpunkt auf trockenen Rotweinen und wieder auf Roséweinen, die vor allem aus der Rebsorte Nieluccio produziert werden. Weitere Rebsorten sind Grenache und Vermentinu.
Zu den bekanntesten Weinen der Region zählen der U. Furnellu, ein genossenschaftlich hergestellter Roséwein, sowie der rote Vin de Corse Patrimonio von Dominique Gentile, der zu den qualitativ hochwertigsten Rotweinen Korsikas gezählt wird.
Als seltene Spezialität wird aus sehr spätgelesenen Grenache- und Aleatico-Reben ein süßer roter Dessertwein, der Rappu hergestellt.

### Balagne

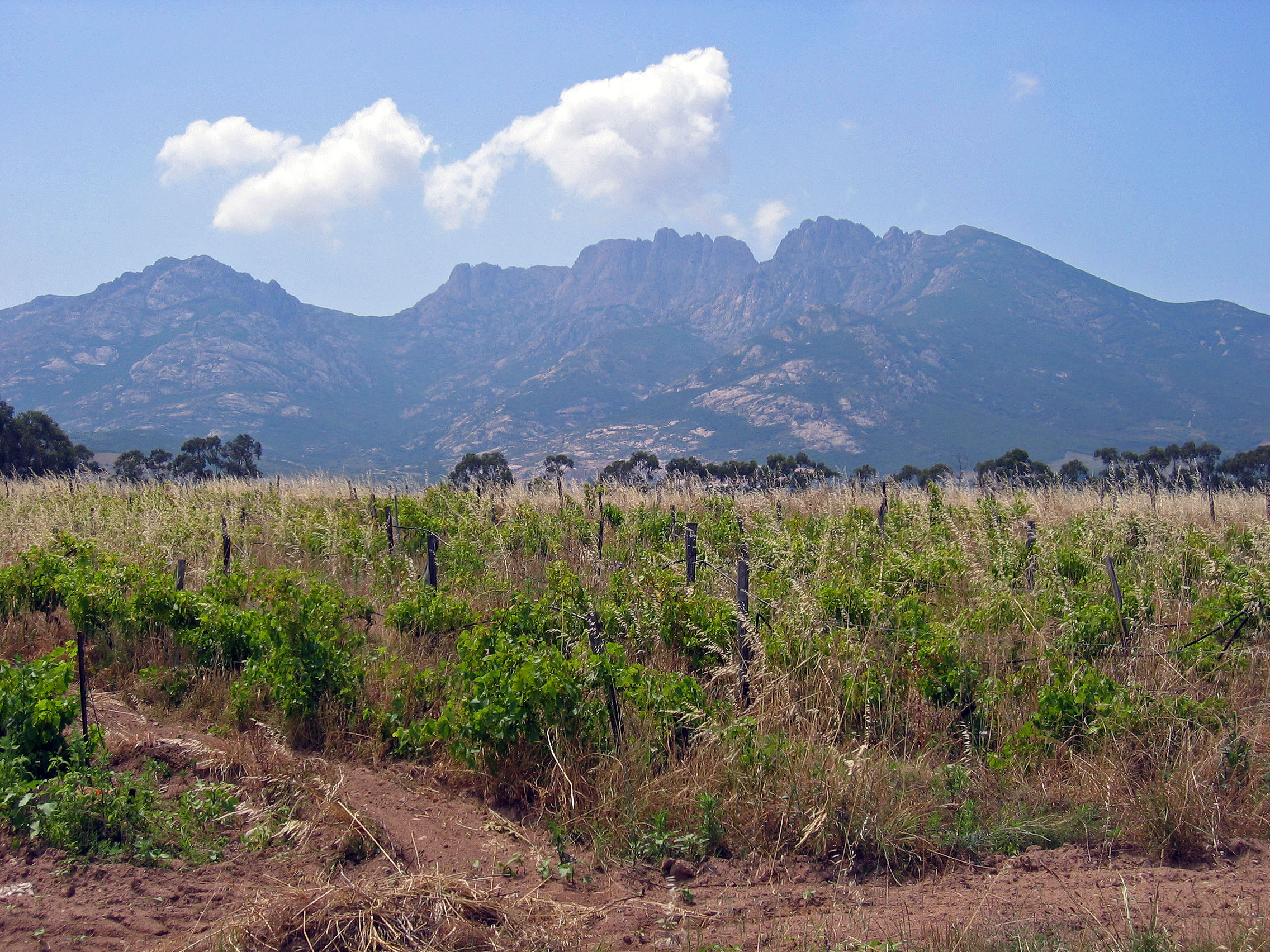
Weinbaugebiet Domaine de la Figarella

Die Balagne befindet sich an der Westküste der Insel zwischen Calvi und der Désert des Agriates (Agriatenwüste), wo vor allem sandige Tonböden zu finden sind. Auf etwa 1.000 ha werden hier vor allem die Rebsorten Syrah, Sciaccarellu, Vermentinu und Ugni Blanc bis in eine Höhe von 800 Metern angebaut. Der Schwerpunkt liegt auch hier bei Rotweinen, daneben werden jedoch auch etliche Weißweine erzeugt. Den Hauptabsatzmarkt stellen hier die Touristen dar, so dass dieser Standort wirtschaftlich sicherer ist als einige andere Weinregionen Korsikas, allerdings kommt es alljährlich aufgrund der Trockenheit zu Waldbränden, die auch regelmäßig Teile der Weinfelder verwüsten.
Bekannte Weine der Balagne sind U Balaninu, ein fruchtiger Weißwein der Genossenschaft von Calenzana, der Rotwein des Weingutes Couvent d’Alzipratu in Zilia sowie der rote Clos Landry aus Calvi.

### Ajaccio
Im Bereich der Hauptstadt Ajaccio wird der Wein auf sehr granitreichen Böden angebaut. Vor allem Sciacarello-Rotweine kommen aus dieser Region, da hier fast 95 Prozent aller Sciacarellotrauben der Insel stehen. Ihr Anteil muss in einem Rotwein mit AOC-Siegel hier mindestens 40 Prozent betragen. Zudem gibt es hier die farbtiefsten Rotweine Korsikas, die aus nicht entrappten Trauben hergestellt werden und entsprechend einen hohen Tanninanteil beinhalten. Weißweine basieren vor allem auf Vermentino.
Bekannte Weine der Region Ajaccio sind Comte Peraldi aus der Kelterei von Louis de Poix, Pavigliá aus ungerappten Trauben von Francois Mercurey und Clos Capitoro der Familie Bianchetti.

### Sartène
Der Weinbau in der Gegend Sartène findet in drei grundverschiedenen Talebenen statt, die durch sehr unterschiedliche Bedingungen vor allem der Bodenqualitäten gekennzeichnet sind. An den Hängen wurden für den Weinbau viele Waldflächen gerodet. Der Anbau konzentriert sich auf blaue Trauben, produziert wird vor allem roter und rosé Wein. Hauptweine der Region sind Sciaccarellu, Grenache noir und Verentinu, daneben wird Cinsault, Mourvèdre, Syrah, Barbarossa, Carignan und Vermentino angebaut und verarbeitet.
Zu den bekanntesten Weinen aus Sartène gehören Domaine de San-Michelle von Savaria Polidori de Rocca Serra, Domaine Fiumicoli und Santa Barba.

### Figari
Die Weinanbaugebiete in Figari haben sich seit den frühen 1970er Jahren von etwa 750 ha auf etwa 100 ha verkleinert und werden fast ausschließlich von einer Winzergenossenschaft bearbeitet – aufgrund der schwierigen Absatzsituation ist eine weitere Reduzierung zu befürchten. Das Gebiet liegt nahe der Südspitze Korsikas und stellt entsprechend die südlichste Weinregion Frankreichs dar. Die hier produzierten Weine sind zu 60 Prozent Rotweine, zu 30 Prozent Roséweine und zu 10 Prozent Weißweine.
Zu den bekannteren Weinen aus der Region Figari gehört der L’omu di Cagna der Weinbaugenossenschaft.

### Porto Vecchio
Auch in Porto Vecchio nimmt der Weinanbau beständig ab, vor allem, da hier die Grundstückspreise aufgrund der Beliebtheit als Ferienregion stark steigen. Bedeutend ist die Gegend dagegen vor allem für ihre zahlreichen Korkeichen, die früher einen Großteil der Korkindustrie auf Korsika ausmachte. Bekannt sind die Weine der Domaine de Torracia von Christian Imbert, der sowohl einen Rotwein mit 40 Prozent Niellucio und 35 Prozent Grenache, einen Rosé mit 60 Prozent Niellucio sowie einen Weißwein mit 70 Prozent Vermentino produziert.

## Weitere alkoholische Getränke Korsikas
Neben Wein werden eine Reihe von weiteren alkoholischen Getränken auf Korsika produziert, die jedoch nur lokale Bedeutung haben:

### Alkoholische Getränke auf Weinbasis
Auf Weinbasis wird der Cap Corse produziert, ein Aperitif mit einem Alkoholgehalt von 15 bis 16 Prozent, der im Normalfall mit Chinin und verschiedenen Kräutern versetzt und mit Eis getrunken wird. Vor dem Zweiten Weltkrieg war dieses Getränk auch außerhalb Korsikas bekannt und begehrt, die Abfüllmenge betrug jährlich etwa 5 Millionen Flaschen. Die Weine für den Cap Corse kommen aus der östlichen Ebene, die Namensgleichheit mit dem AOC-Gebiet Cap Corse ist zufällig. Ebenfalls auf der Basis von Trauben wird ein Tresterschnaps gebrannt, der als Eau de vie bezeichnet wird und ähnlich dem italienischen Grappa nach dem Essen gereicht wird.

### Andere alkoholische Getränke
Liköre werden auf Korsika aus Limonen, Baumerdbeeren (Arbouses), Zedrat (einer Zitronenart, aus der auch Zitronat gewonnen wird), Haselnüssen und Kräutern wie Myrte gewonnen. Eine Besonderheit stellt das korsische Bier dar. Das Pietra wird nicht aus Getreide gebraut, sondern aus dem Mehl von Edelkastanien. Es ist im Geschmack ein relativ süßes, bockbierähnliches Bier mit einem Alkoholgehalt von 6 Prozent und einem leichten Gerbsäureanteil, der im Geschmack wahrnehmbar ist.